# داود تلحمي
داود تلحمي (1943-) هو كاتب وسياسي فلسطيني. ولد في مدينة الناصرة، وعاش في مدينة شفا عمرو. نال درجة الماجستير في فيزياء المواد الصلبة من جامعة باريس عام 1965. انضم لمنظمة التحرير الفلسطينية عام 1968، كما شغل منصب عضو في المكتب السياسي والإعلامي للجبهة الديمقراطية والمجلس الوطني الفلسطيني منذ عام 1977.

## حياته
ولد داود تلحمي في مدينة الناصرة، وأكمل دراسته الثانوية في مدينتي نابلس والقدس عام 1960. شارك في تأسيس الاتحاد العام للطلبة الفلسطينيين بفرنسا بين عامي 1965 و1969. انتقل إلى بيروت عام 1972 حيثُ عمل في مركز الأبحاث الفلسطيني حتى 1974، وتولى رئاسة تحرير مجلة الحرية الأسبوعية خلال الفترة الممتدة بين 1981 و1994.
بعد اجتياح بيروت عام 1982، توجه إلى الجزائر ودمشق واستقر بها لفترة. عاد إلى فلسطين عام 1996 وأسس مركز المسار للدراسات في رام الله، كما أطلق مجلة "المسار" عام 1997، التي حملت شعار "من أجل حرية الوطن وكرامة المواطن". توقفت المجلة عام 2002 بعد أن صادرت قوات الاحتلال الإسرائيلي مقرها.

## مؤلفاته
ألَّف داود الكتب التالية:
- الفكرة والدولة: صراع الحضور الفلسطيني في زمن الانتكاسات.[4]
- اليسار والخيار الاشتراكي: قراءة في تجارب الماضي واحتمالات الحاضر.[5]